# Linia kolejowa nr 885
Linia kolejowa nr 885 – dwutorowa, zelektryfikowana linia kolejowa znaczenia miejscowego, łącząca stację Nowy Bieruń ze stacją techniczną KWK Piast.
Linia umożliwia eksploatację Kopalni Węgla Kamiennego Piast oraz Ziemowit przez pociągi towarowe jadące bezpośrednio z kierunku Oświęcimia, a z postojem na Nowym Bieruniu ze strony Mysłowic.